# Мемориал воинам-афганцам (Пенза)
Мемориал воинам-афганцам («Афганские ворота») (Мемориальный комплекс памяти пензенцев, погибших в ходе боевых действий в Афганистане в 1979—1989 годах) в Пензе установлен в сквере Воинской доблести на улице Максима Горького в Ленинском районе города рядом со зданием Администрации г. Пензы.

## История
Закладной камень на месте мемориала пензенцам, павшим во время Афганской войны, заложили в 1999 г. по инициативе военного комиссара Пензенской области генерал-майора Петрова Н. В., тоже воевавшего в Афганистане. Однако в следующем 2000 г. году Петров Н. В. скончался, и работы над мемориалом приостановились. Они были возобновлены лишь несколько лет спустя стараниями генерала-лейтенанта милиции Васильева В. П., тоже ветерана войны в Афганистане. В 2008 г. на собрании воинов-афганцев было решено возобновить работы, которые были поддержаны фондом «Ветеран», а также другими организациями и частными лицами.
Мемориал представляет собой композицию из двух основных частей: триумфальной арки из песчаника, высотой более 8 м с проходом в центре, и стелы, выполненной в виде контура прохода в арке и похожей на надгробную плиту. Триумфальная арка и стела украшены восемью бронзовыми горельефами, отлитыми в Смоленске. Горельефы изображают армейскую жизнь: сцена отправления на службу в вооруженные силы, повседневная солдатская жизнь, сотрудничество солдат с афганским народом, возвращение солдат из Афганистана на родину и скорбь по погибшим на Афганской войне. Между аркой и стелой в центре мемориала горит Вечный огонь. Скульптурная композиция окружена плитами, на которых выбиты имена 128 уроженцев Пензы, павших в Афганистане, и имена 6 пензенцев, которые там пропали без вести. Автором мемориала выступил пензенский скульптор Александр Бем. На возведение мемориала потребовалось 110 т гранита и 300 м3 бетона. Стоимость материалов и работ составила 33 млн руб.
Мемориал был открыт 31 июля 2010 г. накануне Дня Воздушно-десантных войск. Его открыли губернатор Пензенской области Василий Бочкарёв и заместитель начальника ГУВД по городу Москве генерал-лейтенант милиции Виктор Васильев. Вечный огонь был зажжён «афганцем», президентом фонда «Ветеран» Андреем Сакмаевым.